# Maria Pacis Irene Vögel
Maria Pacis Irene Vögel CPS (* 2. November 1931 in Schwarzenberg, Vorarlberg als Irene Vögel; † 2. November 2010 in Nairobi, Kenia) war eine österreichische römisch-katholische Ordensschwester und Missionarin.

## Leben
Irene Vögel wuchs in Schwarzenberg auf. Im Jahr 1957 trat sie in die Niederlassung der Missionsschwestern vom Kostbaren Blut in Wernberg, Kärnten ein und erhielt ihren Schwesternnamen „Maria Pacis“.
1973 wurde sie nach Kenia entsandt. Dort war sie als Missionarin vor allem im Bildungsbereich tätig. So unterrichtete sie an Schulen und Kinderheimen und war zeitweise auch mit der Schulleitung beschäftigt. Von 1994 bis April 2001 war Vögel Direktorin der Precious Blood Secondary School, einer in einem Slumgebiet am Rande von Nairobi gelegenen Sekundarschule. In dieser Zeit erzielte die Schule achtmal die besten Examensresultate von über 4000 Sekundarschulen in ganz Kenia. 2002 übernahm sie die Leitung des Precious Blood Convents in Nairobi und baute eine Volksschule für 200 Straßenkinder sowie ein Rehabilitationszentrum, das den Kindern helfen soll, sich auf ihr späteres Leben vorzubereiten. Ab 2006 war sie im Waisenhaus Star of Hope Children’s Home in Juja tätig.
Maria Pacis Irene Vögel verstarb in Nairobi nach kurzer schwerer Krankheit.

## Anerkennungen
- 1985 wurde Maria Pacis Irene Vögel für ihr Engagement von dem kenianischen Präsidenten Daniel arap Moi mit dem Presidential Award ausgezeichnet.
- 2011 wurde ihr posthum in Dornbirn der Romero-Preis der Katholischen Männerbewegung Österreichs verliehen.[2]